# Eliane Giardini
Eliane Teresinha Giardini (Sorocaba, 20 ottobre 1952) è un'attrice brasiliana.

## Biografia
Proveniente da una famiglia di origini italiane, era sorella di Paulo Giardini, anch'egli attore.
Eliane Giardini ha lavorato al cinema, in teatro ma soprattutto nelle telenovelas, sia in parti drammatiche sia in parti brillanti. Ha ottenuto il suo primo ruolo televisivo importante nella telenovela Nido di serpenti (1982), dopo aver conseguito la laurea all'Università di San Paolo e lavorato a lungo sulle scene. Sono poi seguite altre apparizioni in serie tv, tutte legate a parti marginali, finché in Figli miei, vita mia, una telenovela del 1984, è stata scelta per sostenere un personaggio più rilevante.
Ha recitato nella telenovela O clone (2001-2002). Nel 2003 ha interpretato il ruolo di Dona Caetana, la moglie di Bento Gonçalves da Silva, nella telenovela in costume Garibaldi, l'eroe dei due mondi, trasmessa con successo anche in Italia. Nel 2006 ha preso parte nella telenovela Cobras & Lagartos. Nel 2007 ha lavorato in Eterna Magia. Nel 2012 ha fatto parte del cast di Avenida Brasil. Nel 2013 è stata scritturata per Amor à vida. 
L'attrice è intervenuta al Festival del cinema di Venezia nel 2017 per la presentazione del film Deslembro, ambientato in Francia e Brasile.
Nel 2019 è stata nel cast della telenovela Órfãos da Terra, premiata con l'Emmy. 
Nel 2023 ha ottenuto un ruolo importante in Terra e Paixão.
Gestisce un proprio blog su internet.

## Vita privata
Eliane Giardini è stata sposata col collega Paulo Betti e ha generato con lui due figlie (le attrici Juliana Betti e Mariana Betti) che ha cresciuto ponendo in secondo piano la carriera, ripresa a pieno ritmo solo quando la coppia ha divorziato, dopo venticinque anni di matrimonio.